# Rada kraje

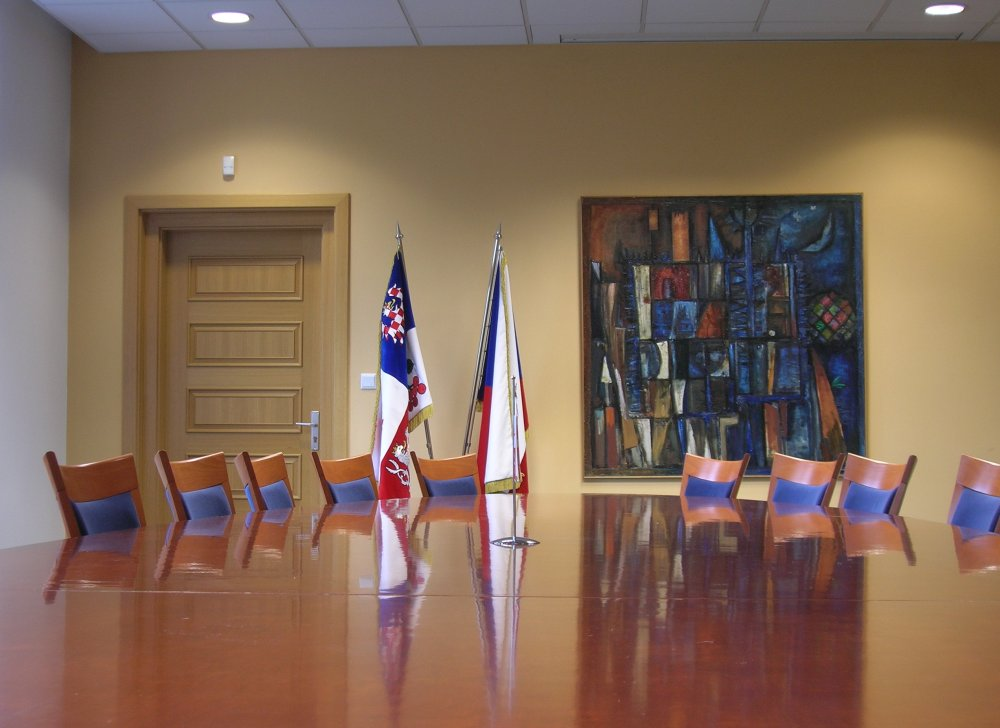
Rada kraje. Ze zasedací místnosti, v níž se schází rada kraje Vysočiny

Rada kraje je jedním z orgánů kraje (vedle zastupitelstva kraje, krajského úřadu, hejtmana kraje a zvláštního orgánu kraje) jakožto vyššího územněsamosprávního celku České republiky.
Rada kraje je výkonným orgánem kraje v oblasti samostatné působnosti. Při výkonu své působnosti odpovídá rada zastupitelstvu. Jinak též může rozhodovat ve věcech přenesené působnosti, a to stanoví-li tak zákon.
Rada kraje je v podstatě krajská vláda. Schází se podle potřeby, obvykle v týdenních cyklech. Jednotliví radní mají přiděleny obory působnosti (resorty), např. radní pro majetkové záležitosti kraje, radní pro grantovou politiku apod. Na tyto radní může hejtman přenést právo zastupovat kraj, jde-li o jim svěřenou oblast (resort); to se nejtypičtěji projevuje tak, že tito radní jménem kraje podepisují na svěřeném úseku smlouvy.
Důležité je, že na rozdíl od zasedání zastupitelstva kraje nejsou schůze rady kraje veřejné. O průběhu schůze rady se však pořizuje zápis, v němž se vždy uvede počet přítomných členů rady, schválený program schůze rady, průběh a výsledek hlasování a přijatá usnesení. Každý občan kraje starší osmnácti let má právo do usnesení rady nahlížet a pořizovat si z nich výpisy, nebrání-li tomu jiné zákony.

## Složení

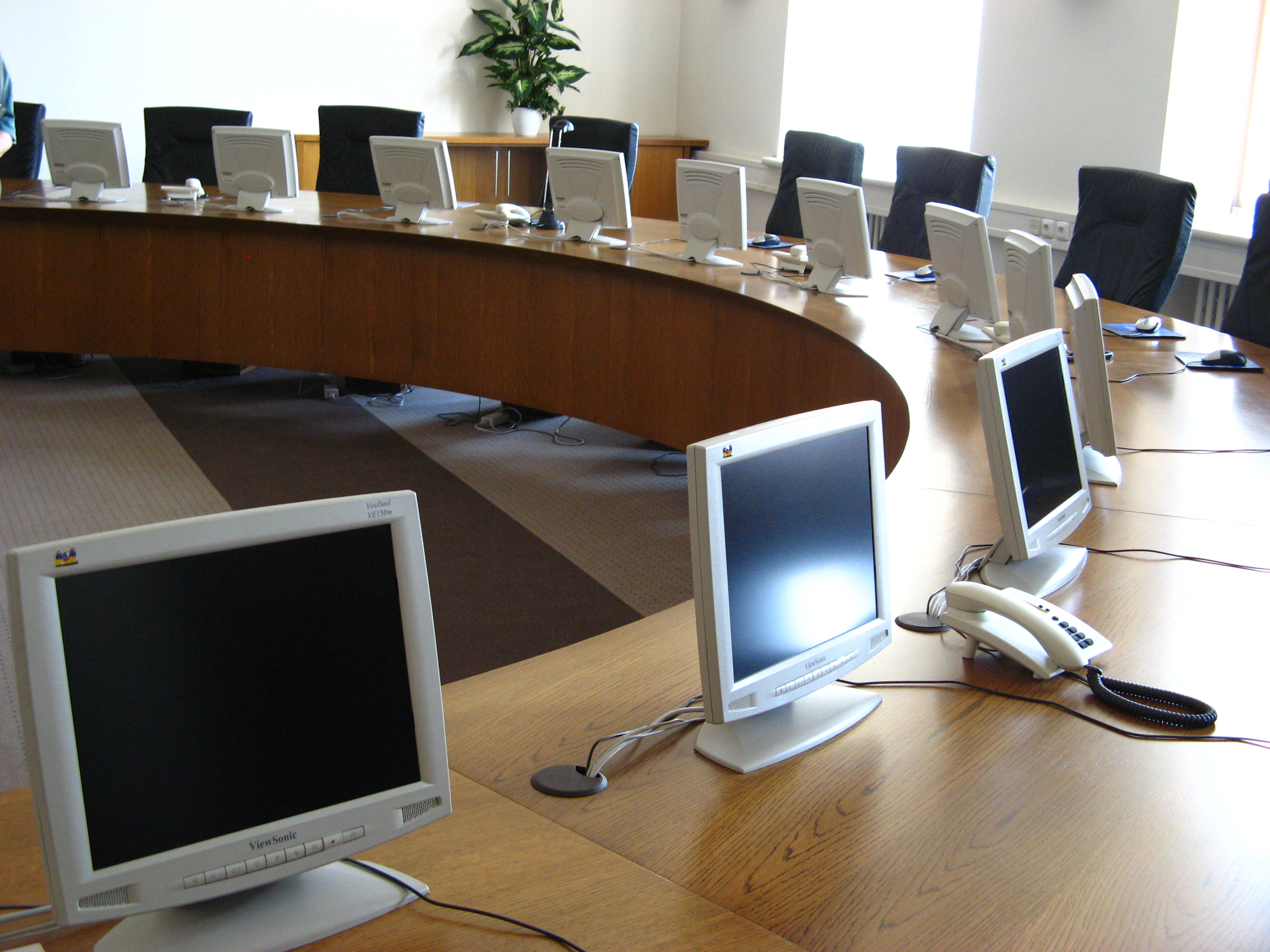
Místa radních v zasedací místnosti rady Jihomoravského kraje

Radu kraje tvoří hejtman, náměstek hejtmana (náměstci hejtmana) a další členové rady. Počet členů rady kraje se ze zákona liší podle velikosti krajů:
| Velikost kraje       | Počet členů rady |
| do 600 000 obyvatel  | 9 radních        |
| nad 600 000 obyvatel | 11 radních       |

## Činnost
Mimo svou nejčastější působnost (viz níže) rada kraje připravuje návrhy a podklady pro jednání zastupitelstva kraje a zabezpečuje plnění jím přijatých usnesení. V praxi tedy zpravidla všechny materiály, o nichž má jednat zastupitelstvo kraje, nejdříve na své schůzi projedná rada kraje.

### Podklady pro jednání
Tak jako je formalizován legislativní proces na úrovni vlády a parlamentu v podobě legislativních pravidel vlády, určitou obdobu lze nalézt i na krajské úrovni.
Rozlišuje se zpracovatel podkladu pro jednání rady (zpravidla vedoucí odboru nebo pověřený referent odboru krajského úřadu) a jeho předkladatel (zpravidla radní, předseda komise, ředitel nebo vedoucí odboru krajského úřadu). Podklady pro jednání se člení na část navrhující text usnesení a na část tento návrh odůvodňující (problém a jeho možná řešení); pravidelně bývají součástí podkladu i přílohy. Aby se dalo sledovat, zda a jak je usnesení plněno, bývá usnesením vyslovena i konkrétní odpovědnost za jeho plnění a termín pro jeho plnění.

### Příklady působnosti
V přenesené působnosti rozhoduje rada kraje spíše výjimečně, např. když nařízením rady kraje vydává požární poplachový plán kraje. Těžištěm její činnosti tak nejsou státněprávní, nýbrž samosprávní otázky:
- v majetkových záležitostech např. koupě majetku, zveřejnění záměru prodeje a prodej majetku, výpůjčky krajského majetku, rozhodování o veřejných zakázkách,
- při výkonu zřizovatelských funkcí stran krajských organizací, zejm. příspěvkových organizací, rozhodování o jmenování nebo odvolání ředitele a stanovování jeho platu, vyhlašování konkursního řízení na místo ředitele,
- rozhodování o poskytnutí dotace do výše 200 000 Kč jedné právnické nebo fyzické osobě v kalendářním roce.